# 안드레아 페타냐
안드레아 페타냐(이탈리아어: Andrea Petagna, 1995년 6월 30일 ~ )는 칼리아리에서 스트라이커로 뛰는 이탈리아 축구 선수이다.